# Condado de Burke (Geórgia)
O Condado de Burke é um dos 159 condados do Estado americano de Geórgia. A sede do condado é Waynesboro, e sua maior cidade é Waynesboro. O condado possui uma área de 2 163 km², uma população de 22 243 habitantes, e uma densidade populacional de 10 hab/km² (segundo o censo nacional de 2000). O condado foi fundado em 5 de fevereiro de 1777.